# Xã Lawrence, Quận Cloud, Kansas
Xã Lawrence (tiếng Anh: Lawrence Township) là một xã thuộc quận Cloud, tiểu bang Kansas, Hoa Kỳ. Năm 2010, dân số của xã này là 118 người.